# Zoo de Kiev
Le zoo de Kiev est une institution de recherche, de protection et culturelle ukrainienne. Il est classé (numéro : 80-391-1083) au Registre national des monuments immeubles d'Ukraine depuis 1972.

## Galerie

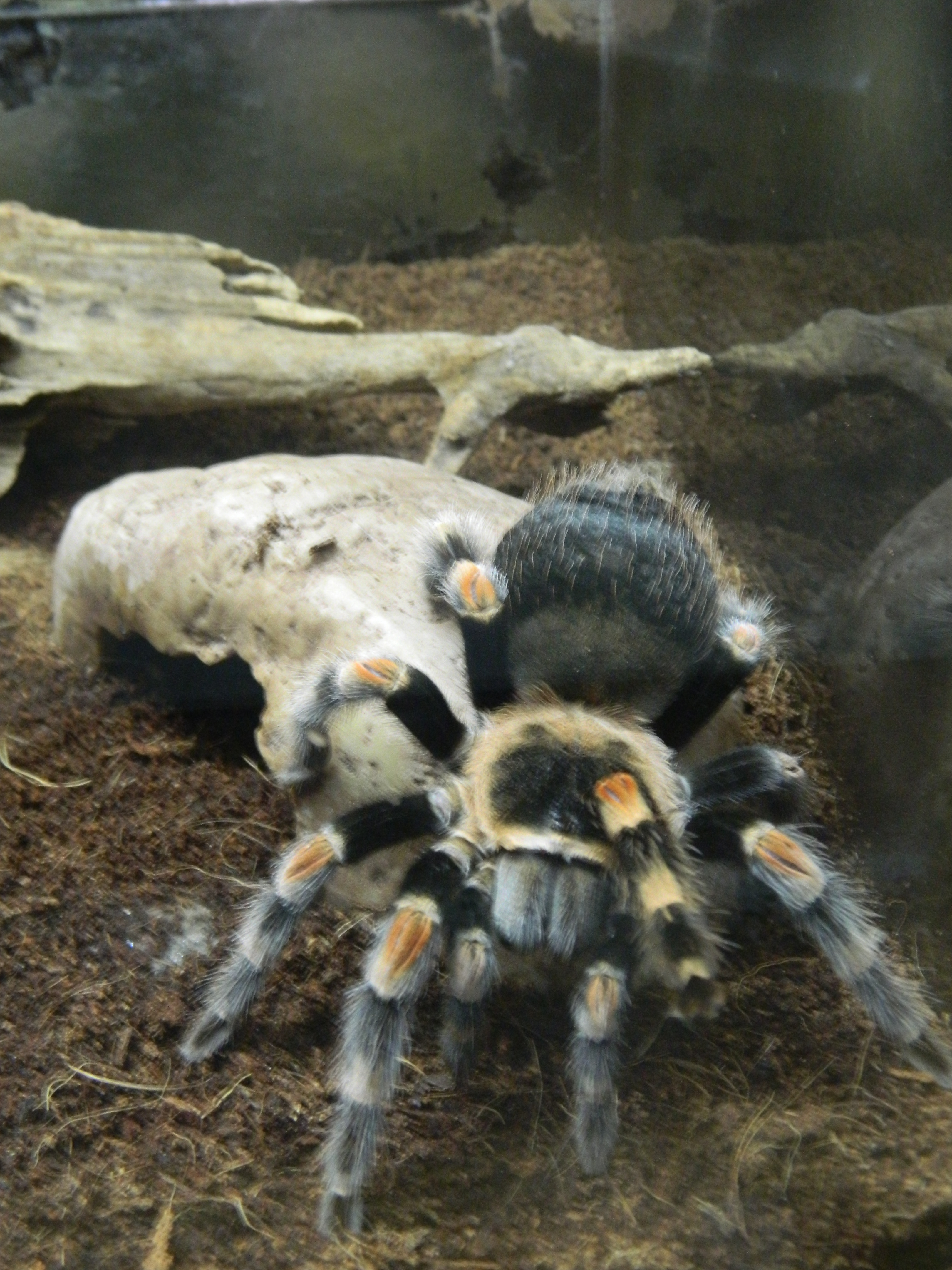
Araignée.
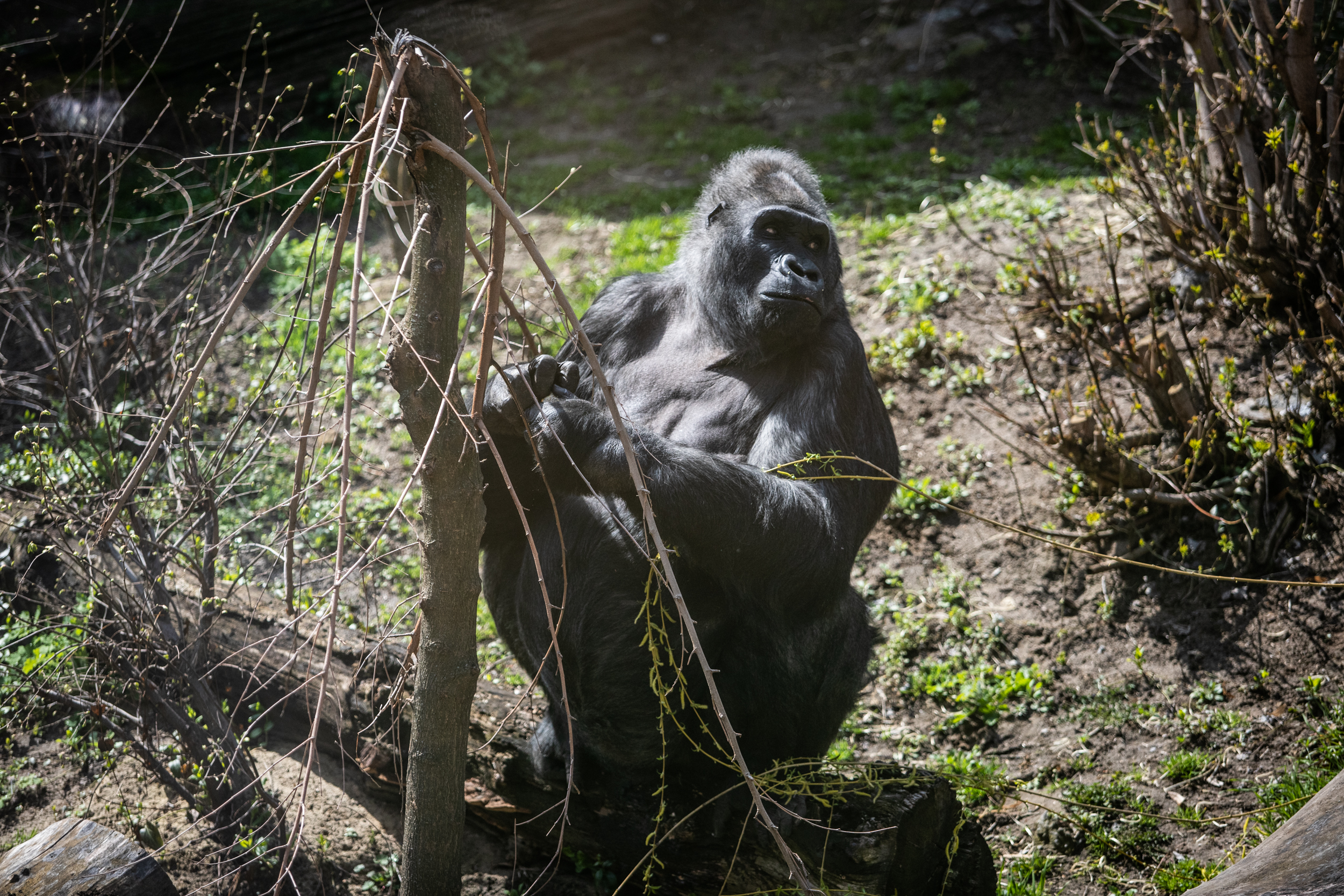
Gorille.
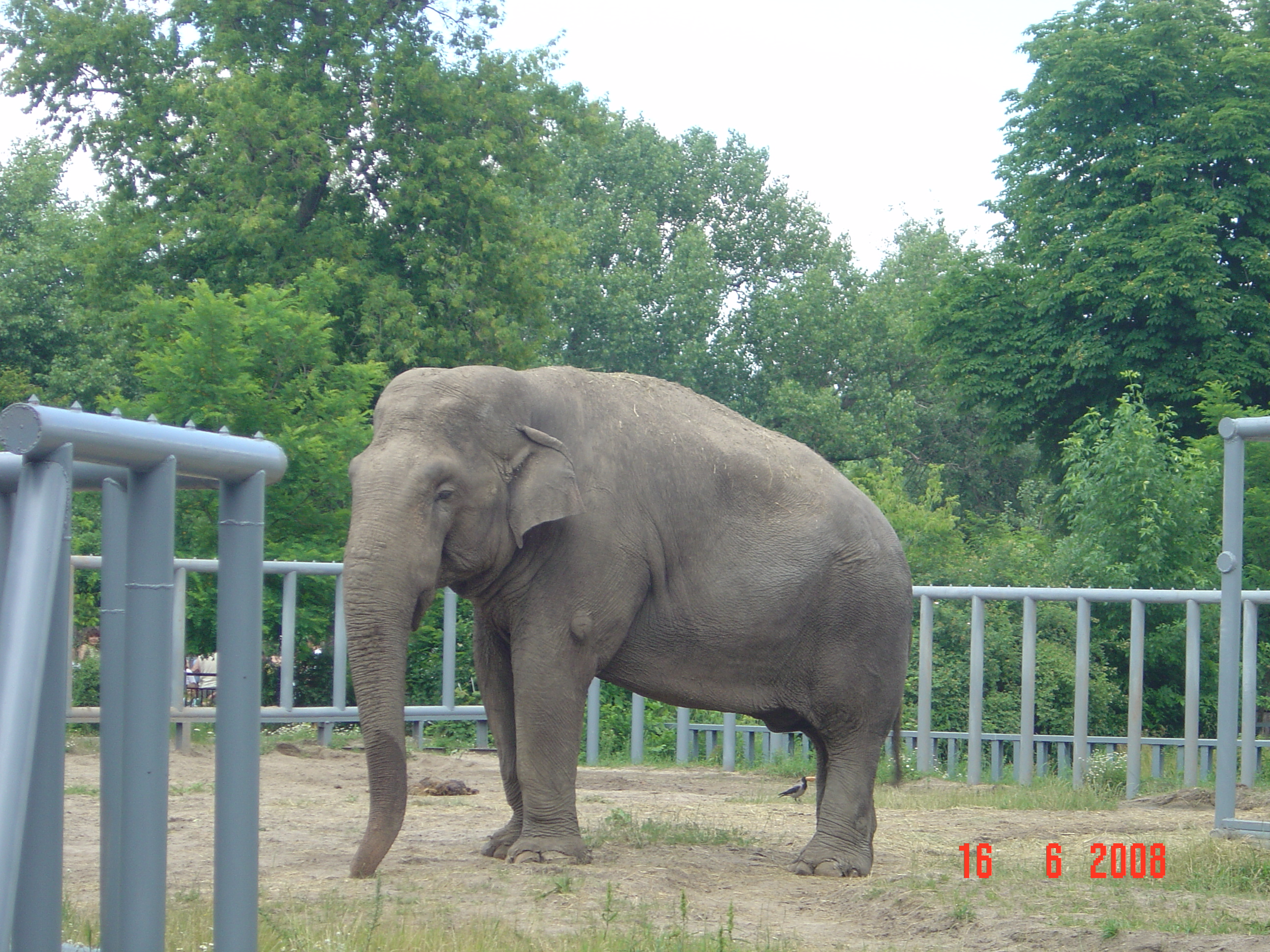
Éléphant d'Asie.